# Coll de Prat (Siall)
El Coll de Prat és una collada situada a 1.034,2 metres d'altitud en el terme municipal d'Isona i Conca Dellà (antic terme de Benavent de Tremp), al Pallars Jussà.
Es troba a l'extrem nord de la Serra de la Conca, a la capçalera del barranc de la Bassa.